# ジョージ・バラティ
ジョージ・バラティ（George Barati, 1913年4月3日 - 1996年6月22日）は、ハンガリー出身のアメリカ合衆国の作曲家・指揮者。本名はバラーティ・ジェルジュ（ハンガリー語: Baráti György）。

## 人物・来歴
ハンガリーのジェール出身。ジェールの音楽学校で最初の音楽教育を受けた後、リスト・フェレンツ音楽大学で学んで1935年に卒業した。在学中からブダペスト交響楽団とブダペスト歌劇場のチェリストを務めていた。1938年にアメリカ合衆国へ移住。1939年から1943年にかけてプリンストン大学でロジャー・セッションズに作曲を師事した。1946年にサンフランシスコ交響楽団のチェリストになったが、一方でこのころから作曲家としても知られるようになった。1950年よりホノルル交響楽団（ハワイ交響楽団）の音楽監督となり、ハワイ大学から名誉博士の称号を贈られた。そのかたわら五大陸で100近いオーケストラを指揮した。1968年にカリフォルニア州に戻り、1971年から1980年までサンタクルス交響楽団の音楽監督を務めた。

## 作品
- 闇の歌
- 光の歌
- ドラゴンとフェニックス
- 室内協奏曲
- チェンバロ、フルート、オーボエ、コントラバスのための四重奏曲
- ヴァイオリンとピアノのためのソナタ
- 交響曲第1番「アルプス」